# Sueca (Espanha)
Sueca é um município da Espanha, na província de Valência, Comunidade Valenciana. Tem 92,5 km² de área e em 2021 tinha 27 617 habitantes (densidade: 298,6 hab./km²). Pertence à comarca da Ribera Baixa e limita com os municípios de Valência, Sollana, Albalat de la Ribera, Cullera, Polinyà de Xúquer e Riola.